# Дителлурид кобальта(II)
Дителлурид кобальта(II) (дителлурид(2-) кобальта(II)) — бинарное неорганическое соединение
кобальта и теллура с формулой CoTe2,
кристаллы,
не растворяется в воде.

## Получение
- В природе встречается минерал маттагамит — CoTe2 [1]

- Сплавление стехиометрических количеств чистых веществ:

{\displaystyle {\mathsf {Co+2Te\ {\xrightarrow {749^{o}C}}\ CoTe_{2}}}}

## Физические свойства
Дителлурид кобальта(II) образует кристаллы
ромбической сингонии,
пространственная группа P nnm,
параметры ячейки a = 0,63185 нм, b = 0,53189 нм, c = 0,38970 нм, Z = 2.
Есть высокотемпературная фаза
тригональной сингонии,
пространственная группа P 3m1,
параметры ячейки a = 0,3784 нм, c = 0,5403 нм, Z = 1.
Не растворяется в воде.